# 格雷蒙维尔
格雷蒙维尔（法語：Grémonville，法語發音：[ɡʁemɔ̃vil]）是法国滨海塞纳省的一个市镇，属于鲁昂区。

## 地理
格雷蒙维尔（49°40'14"N, 0°49'36"E）面积8.27 平方千米，位于法国诺曼底大区滨海塞纳省，该省份为法国北部沿海省份，其西部及北部濒大西洋英吉利海峡，东起顺时针与索姆省、瓦兹省、厄尔省和卡爾瓦多斯省接壤。
与格雷蒙维尔接壤的市镇（或旧市镇、城区）包括：昂夫勒维尔莱尚、克里克托叙乌维尔、埃克托莱邦、埃图特维尔、弗拉芒维尔、莫特维尔。

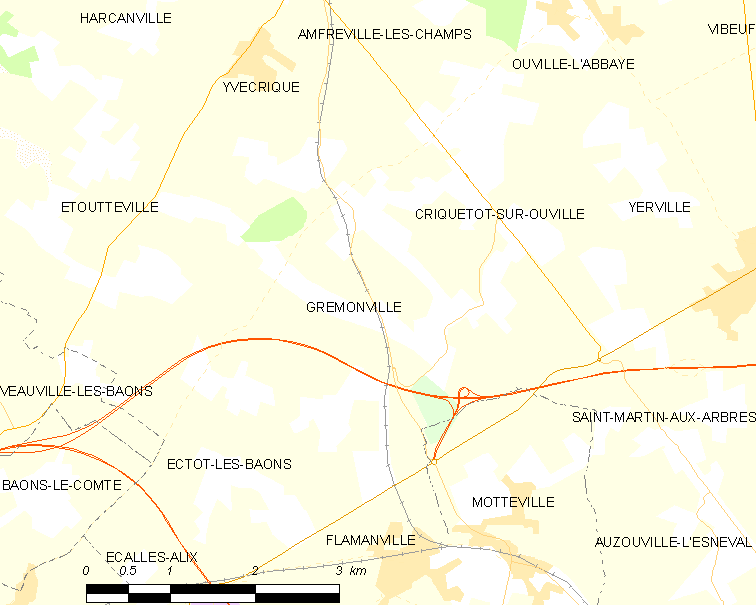
格雷蒙维尔的OSM定位图

格雷蒙维尔的时区为UTC+01:00、UTC+02:00（夏令时）。

## 行政
格雷蒙维尔的邮政编码为76970，INSEE市镇编码为76325。

## 政治
格雷蒙维尔所属的省级选区为伊沃托县。

## 人口

1962-2008年间格雷蒙维尔人口变化图示

格雷蒙维尔于2022年1月1日时的人口数量为447人。